# غل باشين

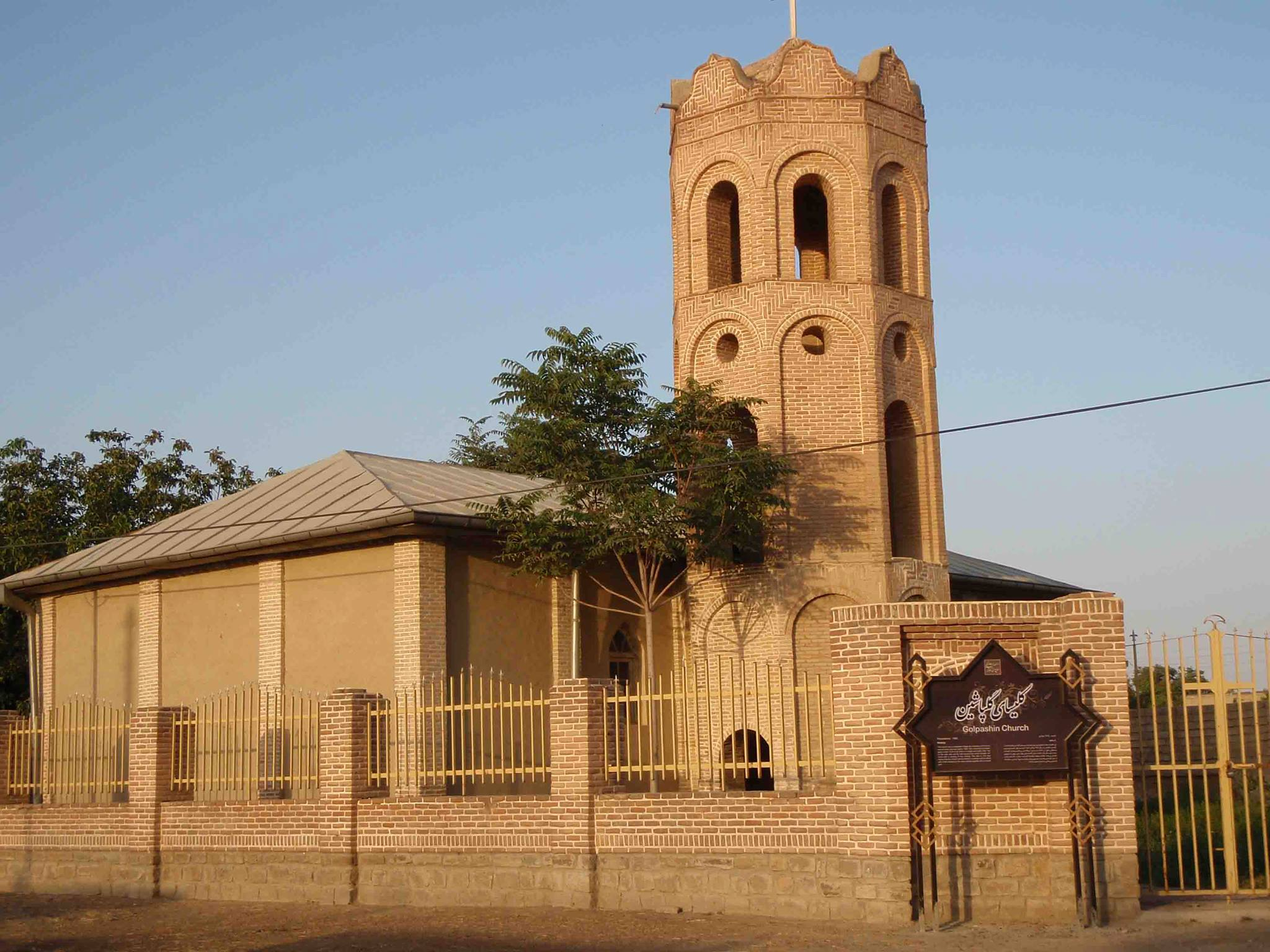
كنيسة القديس جيفارجيس الآشورية في جول باشين، إيران

غل‌ باشين هي قرية آشورية مسيحية في مقاطعة أرومية، إيران. يقدر عدد سكانها بـ 210 نسمة بحسب إحصاء 2016. تضم قرية غل‌ باشين على كنيسة واحدة باقية، على الرغم من أنها قد تم تدميرها في عام 1918 خلال المذابح الآشورية، حيث ضمت القرية على عدد من الكنائس المختلفة، قبل المذابح الآشورية كانت غل‌ باشين بلدة بلغ تعداد سكانها أكبر بكثير وهامة بشكل عام.